# José Luis Torres
José Luis Torres (San Miguel de Tucumán, 1901-1965) était un historien, journaliste et écrivain argentin.

## Œuvre
Torres est connu notamment pour avoir nommé par le terme Décennie infâme la période de l’histoire politique de son pays située entre le 6 septembre 1930 et le 4 juin 1943 et mis en lumière les multiples actes de corruption et de répression qui l’ont caractérisée.
Il fut l’auteur de sept ouvrages : Algunas maneras de vender la patria (1940, litt. De quelques manières de vendre la patrie), Los perduellis (1943, le mot perduelli, dans la Rome antique, désignant l’ennemi intérieur, par opposition à l’ennemi extérieur), La Década Infame (1945), La Patria y su Destino (1947, la Patrie et son destin), Seis Años después (1949, Six années après), Nos acechan desde Bolivia (1952, On nous guette depuis la Bolivie) et La Oligarquía Maléfica (1953, l’Oligarchie maléfique).
Torres adopta des positions nationalistes et consacra une bonne part de son œuvre à explorer et mettre au jour les agissements des gouvernements et des grandes entreprises, souvent délictueux et contraires à l’intérêt général. Sa figure apparaît d'autre part comme l’une des références du combat anti-impérialiste.